# Wildberg (Baden-Württemberg)
Wildberg è un comune tedesco di 10 128 abitanti, situato nel land del Baden-Württemberg.
Alla cittadina è stato dedicato l'asteroide 117506 Wildberg.